# Società Sportiva Calcio Napoli 2002-2003
Questa voce raccoglie le informazioni riguardanti la Società Sportiva Calcio Napoli nelle competizioni ufficiali della stagione 2002-2003.

## Stagione

Il neopresidente Salvatore Naldi

Nella stagione 2002-2003, nel dopo-Corbelli, il nuovo presidente della squadra partenopea è Salvatore Naldi, che come tecnico si affida a Franco Colomba. Ma è un Napoli modesto come non mai, che non può presentare ambizioni di classifica.
Dopo una tribolata partenza, a metà dicembre, dopo il tonfo (4-0) di Ascoli, per dare una scossa all'ambiente viene chiamato l'allenatore Franco Scoglio, arrivato a Napoli con alcuni rinforzi. Però non cambia la marcia degli azzurri; neppure Scoglio riesce a terminare il campionato, perché dopo la sconfitta (2-0) di Genova con la Sampdoria a metà marzo, viene richiamato Colomba, con l'unico obiettivo di poter mantenere la categoria.
Nonostante la stagione negativa del Napoli, Davide Dionigi, arrivato dalla Reggina, è stato autore di 19 reti. Nella Coppa Italia il Napoli non supera il proprio girone di qualificazione, che promuove la Ternana al secondo turno.

## Divise e sponsor[2]

David Sesa (a destra) in azione con la novità della prima divisa palata

Lo sponsor tecnico è Diadora, lo sponsor principale è Birra Peroni.
| Casa | Trasferta | Terza divisa |

## Organigramma Societario
Area direttiva
- Presidente: Salvatore Naldi
- Vicepresidente: Bruno Matera
- Ammininistratore delegato: Luigi Albisinni
- Direttore generale: Raffaele Russo
- Direttore generale area tecnica sportiva: Gianpietro Marchetti (fino al 14 dicembre 2002), poi Giorgio Perinetti
- Responsabile settore giovanile: Vincenzo Coscia
- Ufficio stampa: Carlo Juliano
- Team Manager: Gianluca Vigliotti
- Responsabile sito internet: Gianluca Monti
- Segretario sportivo: Alberto Vallefuoco

Area tecnica
- Allenatore: Franco Colomba (fino al 15 dicembre 2002 e dall'11 marzo 2003), poi Franco Scoglio (dal 16 dicembre 2002 all'11 marzo 2003)
- Allenatore in seconda: Sergio Buso (fino al 15 dicembre 2002, e dall'11 marzo 2003), poi Giancarlo Guerra (dal 15 dicembre 2002 all'11 marzo 2003)
- Collaboratore tecnico: Angelo Alessio (fino al 15 dicembre 2002 e dall'11 marzo 2003)
- Preparatore dei portieri: Sergio Buso
- Preparatore atletico: Eugenio Albarella
- Responsabile sanitario: Aristide Matera
- Medico sociale: Pasquale Russo
- Massaggiatori: Salvatore Carmando e Antonio Bellofiore

## Rosa
| N. |                       | Ruolo | Calciatore                  |
| -- | --------------------- | ----- | --------------------------- |
| 1  | Italia (bandiera)     | P     | Francesco Mancini           |
| 2  | Marocco (bandiera)    | D     | Abdelilah Saber             |
| 3  | Italia (bandiera)     | D     | Matteo Villa                |
| 4  | Portogallo (bandiera) | C     | José Vidigal                |
| 5  | Italia (bandiera)     | C     | Domenico Cristiano          |
| 5  | Italia (bandiera)     | D     | Raffaele Rivetti            |
| 6  | Italia (bandiera)     | D     | Marco Quadrini              |
| 7  | Svizzera (bandiera)   | A     | David Sesa                  |
| 8  | Argentina (bandiera)  | C     | Claudio Husaín              |
| 9  | Italia (bandiera)     | A     | Roberto Stellone (capitano) |
| 11 | Brasile (bandiera)    | C     | Fabio Montezine             |
| 12 | Italia (bandiera)     | P     | Raffaele Gragnaniello       |
| 13 | Italia (bandiera)     | D     | Mariano Stendardo           |
| 14 | Italia (bandiera)     | C     | Vincenzo Platone            |
| 15 | Italia (bandiera)     | D     | Francesco Baldini           |
| 16 | Italia (bandiera)     | A     | Davide Dionigi              |
| 17 | Italia (bandiera)     | D     | Andrea Gaveglia             |
| 18 | Italia (bandiera)     | A     | Antonio Floro Flores        |
| 19 | Italia (bandiera)     | C     | Nicola Mancino              |
| 20 | Italia (bandiera)     | A     | Massimo Rastelli            |
| 20 | Italia (bandiera)     | C     | Claudio Ferrarese           |
| 20 | Italia (bandiera)     | D     | Alberto Savino              |

| N. |                     | Ruolo | Calciatore           |
| -- | ------------------- | ----- | -------------------- |
| 21 | Italia (bandiera)   | D     | Emanuele Troise      |
| 22 | Italia (bandiera)   | D     | Luigi Piccirillo     |
| 23 | Italia (bandiera)   | D     | Giuseppe Alessi      |
| 23 | Colombia (bandiera) | D     | Gonzalo Martínez     |
| 24 | Italia (bandiera)   | C     | Gennaro Esposito     |
| 25 | Italia (bandiera)   | D     | Dario Bova           |
| 26 | Italia (bandiera)   | P     | Emanuele Manitta     |
| 27 | Italia (bandiera)   | D     | Andrea D'Agostino    |
| 28 | Honduras (bandiera) | A     | Carlos Alberto Pavón |
| 30 | Italia (bandiera)   | C     | Rubens Pasino        |
| 31 | Italia (bandiera)   | C     | Francesco Montervino |
| 32 | Italia (bandiera)   | C     | Dario Marcolin       |
| 33 | Italia (bandiera)   | P     | Marco Roccati        |
| 33 | Italia (bandiera)   | D     | Maurizio D'Angelo    |
| 58 | Italia (bandiera)   | P     | Paolo Iaboni         |
| 59 | Italia (bandiera)   | A     | Pietro De Giorgio    |
| 80 | Italia (bandiera)   | D     | Antonio Bocchetti    |
| 81 | Italia (bandiera)   | D     | Massimo Russo        |
| 84 | Italia (bandiera)   | C     | Raffaele Pianese     |
| 91 | Italia (bandiera)   | D     | Mauro Bonomi         |
| 99 | Italia (bandiera)   | P     | Marco Storari        |

## Calciomercato

### Sessione estiva(dall'1/7 al 7/9)
| Acquisti | Acquisti          | Acquisti    | Acquisti |
| R.       | Nome              | da          | Modalità |
| -------- | ----------------- | ----------- | -------- |
| P        | Marco Storari     | Ancona      |          |
| D        | Francesco Baldini | Reggina     |          |
| D        | Massimo Russo     | Puteolana   |          |
| C        | Claudio Ferrarese | Cittadella  |          |
| C        | Claudio Husaín    | River Plate |          |
| A        | Davide Dionigi    | Reggina     |          |

| Cessioni | Cessioni          | Cessioni           | Cessioni      |
| R.       | Nome              | a                  | Modalità      |
| -------- | ----------------- | ------------------ | ------------- |
| P        | Marco Roccati     | Ancona             |               |
| D        | Dario Baccin      | Al-Ittihad Tripoli |               |
| D        | Ciro Caruso       | Carrarese          |               |
| D        | Esteban Lopez     | ?                  |               |
| D        | Gianluca Luppi    | Cesena             |               |
| C        | Giuseppe Alessi   | Spezia             |               |
| C        | Raffaele Ametrano | Messina            |               |
| C        | Emiliano Bigica   | Nocerina           |               |
| C        | Marek Jankulovski | Udinese            |               |
| C        | Oscar Magoni      | Ancona             |               |
| C        | Francesco Moriero |                    | fine carriera |
| A        | Edoardo Artistico | Crotone            |               |
| A        | Mattia Graffiedi  | Milan              |               |
| A        | Massimo Rastelli  | Reggina            |               |

### Sessione invernale(dal 4/1 al 31/1)
| Acquisti | Acquisti             | Acquisti | Acquisti |
| R.       | Nome                 | da       | Modalità |
| -------- | -------------------- | -------- | -------- |
| D        | Maurizio D'Angelo    | Chievo   |          |
| P        | Emanuele Manitta     | Messina  |          |
| D        | Alberto Savino       | Lecce    |          |
| C        | Dario Marcolin       | Piacenza |          |
| C        | Gonzalo Martínez     | Udinese  |          |
| C        | Francesco Montervino | Ancona   |          |
| C        | Rubens Pasino        | Modena   |          |

| Cessioni | Cessioni           | Cessioni    | Cessioni |
| R.       | Nome               | a           | Modalità |
| -------- | ------------------ | ----------- | -------- |
| P        | Marco Storari      | Messina     |          |
| D        | Claudio Husaín     | River Plate |          |
| C        | Domenico Cristiano | Ascoli      |          |
| C        | Claudio Ferrarese  | Piacenza    |          |
| C        | Nicola Mancino     | Latina      |          |

## Risultati

### Serie B

#### Girone di andata
| Arbitro: | Girardi (San Donà di Piave) |

|  |           |                             |
|  | Marcatori | 33’ (rig.) Dionigi 82’ Sesa |

| Arbitro: | Bertini (Arezzo) |

|             |           |           |
| Dionigi 73’ | Marcatori | 70’ Maini |

| Arbitro: | Palanca (Roma 1) |

|                            |           |                              |
| Cammarata 17’ Langella 83’ | Marcatori | 2’ Stellone 19’ Floro Flores |

| Arbitro: | De Marco (Chiavari) |

|             |           |                 |
| Vidigal 15’ | Marcatori | 11’, 44’ Casale |

| Arbitro: | Trefoloni (Siena) |

|  |           |          |
|  | Marcatori | 73’ Sesa |

| Arbitro: | Farina (Novi Ligure) |

|               |           |           |
| Montezine 59’ | Marcatori | 35’ Volpi |

| Arbitro: | Nucini (Bergamo) |

|                          |           |                              |
| Adailton 40’ Salgado 86’ | Marcatori | 43’ Floro Flores 56’ Baldini |

| Arbitro: | Castellani (Verona) |

|  |           |                   |
|  | Marcatori | 13’ (rig.) Protti |

| Arbitro: | Palanca (Roma 1) |

|                                           |           |                                |
| Tamburini 13’ Jeda 54’ Schwoch 67’ (rig.) | Marcatori | 4’ Bocchetti 25’, 53’ Stellone |

| Arbitro: | Preschern (Mestre) |

|             |           |                         |
| Dionigi 26’ | Marcatori | 67’ Riccio 90+1’ Rubino |

| Arbitro: | Preschern (Mestre) |

|                                        |           |             |
| Carparelli 25’ Bouzaiene 53’ Gabsi 90’ | Marcatori | 29’ Dionigi |

| Arbitro: | Pieri (Genova) |

|              |           |               |
| Stellone 27’ | Marcatori | 32’ Chevanton |

| Arbitro: | Rosetti (Torino) |

|                            |           |  |
| Baggio 18’ (rig.) Zoro 28’ | Marcatori |  |

| Napoli 29 novembre 2002, ore CEST 14ª giornata | Napoli          | 0 – 0 referto | Palermo | Stadio San Paolo (10 355 spett.)\| Arbitro: \| Treossi (Forlì) \| |
| Arbitro:                                       | Treossi (Forlì) |               |         |                                                                   |

| Arbitro: | Rodomonti (Teramo) |

|               |           |                    |
| Fava 18’, 48’ | Marcatori | 50’ (rig.) Dionigi |

| Arbitro: | Nucini (Bergamo) |

|                                               |           |  |
| Tangorra 6’ Bruno 20’, 53’ Fontana 37’ (rig.) | Marcatori |  |

| Arbitro: | Brighi (Cesena) |

|              |           |           |
| Stellone 79’ | Marcatori | 65’ Poggi |

| Arbitro: | Palanca (Roma 1) |

|          |           |            |
| Paci 30’ | Marcatori | 3’ Dionigi |

| Arbitro: | Paparesta (Bari) |

|              |           |  |
| Stellone 17’ | Marcatori |  |

#### Girone di ritorno
| Arbitro: | Gabriele (Frosinone) |

|                    |           |  |
| Dionigi 69’ (rig.) | Marcatori |  |

| Arbitro: | Palanca (Roma 1) |

|                   |           |                    |
| Ganz 9’, 71’, 90’ | Marcatori | 22’, 90+6’ Dionigi |

| Arbitro: | Pellegrino (Barcellona Pozzo di Gotto) |

|                           |           |  |
| Dionigi 45+2’ Vidigal 86’ | Marcatori |  |

| Arbitro: | Trentalange (Torino) |

|            |           |  |
| Edusei 31’ | Marcatori |  |

| Arbitro: | Pellegrino (Barcellona Pozzo di Gotto) |

|             |           |              |
| Vidigal 45’ | Marcatori | 50’ Pizzinat |

| Arbitro: | Castellani (Verona) |

|                        |           |  |
| Bazzani 20’ Flachi 70’ | Marcatori |  |

| Napoli 16 marzo 2003, ore CEST 26ª giornata | Napoli            | 0 – 0 referto | Verona | Stadio San Paolo (17 213 spett.)\| Arbitro: \| Cassarà (Palermo) \| |
| Arbitro:                                    | Cassarà (Palermo) |               |        |                                                                     |

| Arbitro: | Dondarini (Finale Emilia) |

|          |           |             |
| Doga 10’ | Marcatori | 42’ Vidigal |

| Arbitro: | Trefoloni (Siena) |

|                                  |           |               |
| Montezine 10’ Dionigi 77’ (rig.) | Marcatori | 17’ Margiotta |

| Arbitro: | Treossi (Forlì) |

|                      |           |  |
| Rubino 33’ Pinga 83’ | Marcatori |  |

| Arbitro: | Saccani (Mantova) |

|                        |           |                         |
| Vidigal 17’ Bonomi 85’ | Marcatori | 14’ Malagò 59’ Mihalcea |

| Arbitro: | Cassarà (Palermo) |

|              |           |             |
| Camorani 77’ | Marcatori | 36’ Dionigi |

| Arbitro: | Bertini (Arezzo) |

|                          |           |          |
| Stellone 10’ Dionigi 77’ | Marcatori | 38’ Babú |

| Arbitro: | De Santis (Tivoli) |

|                     |           |              |
| Maniero 1’ Asta 17’ | Marcatori | 68’ Stellone |

| Arbitro: | Nucini (Bergamo) |

|                                |           |            |
| Dionigi 21’ (rig.), 87’ (rig.) | Marcatori | 76’ Zanini |

| Arbitro: | Dattilo (Locri) |

|                         |           |  |
| Dionigi 42’ (rig.), 70’ | Marcatori |  |

| Arbitro: | Collina (Viareggio) |

|                                |           |                    |
| Poggi 17’ (rig.) Maldonado 55’ | Marcatori | 34’ (rig.) Dionigi |

| Arbitro: | Racalbuto (Gallarate) |

|                   |           |  |
| Marcon 36’ (aut.) | Marcatori |  |

| Arbitro: | Pieri (Lucca) |

|              |           |             |
| Zampagna 29’ | Marcatori | 17’ Dionigi |

### Coppa Italia

#### Primo turno
| Arbitro: | Morganti (Ascoli Piceno) |

|  |           |                                     |
|  | Marcatori | 9’ Husain 58’ Montezine 89’ Baldini |

| Arbitro: | Rodomonti (Teramo) |

|                 |           |               |
| Sesa 60’ (rig.) | Marcatori | 78’ Vignaroli |

| Arbitro: | De Santis (Roma) |

|                     |           |  |
| Frick 64’ Gissi 79’ | Marcatori |  |

## Statistiche

### Statistiche di squadra
| Competizione | Punti | In casa | In casa | In casa | In casa | In casa | In casa | In trasferta | In trasferta | In trasferta | In trasferta | In trasferta | In trasferta | Totale | Totale | Totale | Totale | Totale | Totale | DR |
| Competizione | Punti | G       | V       | N       | P       | Gf      | Gs      | G            | V            | N            | P            | Gf           | Gs           | G      | V      | N      | P      | Gf     | Gs     | DR |
| ------------ | ----- | ------- | ------- | ------- | ------- | ------- | ------- | ------------ | ------------ | ------------ | ------------ | ------------ | ------------ | ------ | ------ | ------ | ------ | ------ | ------ | -- |
| Serie B      | 45    | 19      | 8       | 8       | 3       | 22      | 15      | 19           | 2            | 7            | 10           | 20           | 34           | 38     | 10     | 15     | 13     | 42     | 49     | -7 |
| Coppa Italia | -     | 1       | 0       | 1       | 0       | 1       | 1       | 2            | 1            | 0            | 1            | 3            | 2            | 3      | 1      | 1      | 1      | 4      | 3      | +1 |
| Totale       | 45    | 20      | 8       | 0       | 3       | 23      | 16      | 21           | 3            | 7            | 11           | 23           | 36           | 41     | 11     | 16     | 14     | 46     | 52     | -6 |

### Andamento in campionato
| Giornata  | 1  | 2  | 3  | 4  | 5 | 6  | 7  | 8  | 9  | 10 | 11 | 12 | 13 | 14 | 15 | 16 | 17 | 18 | 19 | 20 | 21 | 22 | 23 | 24 | 25 | 26 | 27 | 28 | 29 | 30 | 31 | 32 | 33 | 34 | 35 | 36 | 37 | 38 |
| --------- | -- | -- | -- | -- | - | -- | -- | -- | -- | -- | -- | -- | -- | -- | -- | -- | -- | -- | -- | -- | -- | -- | -- | -- | -- | -- | -- | -- | -- | -- | -- | -- | -- | -- | -- | -- | -- | -- |
| Luogo     | T  | C  | T  | C  | T | C  | T  | C  | T  | C  | T  | C  | T  | C  | T  | T  | C  | T  | C  | C  | T  | C  | T  | C  | T  | C  | T  | C  | T  | C  | T  | C  | T  | C  | C  | T  | C  | T  |
| Risultato | V  | N  | N  | P  | V | N  | N  | P  | N  | P  | P  | N  | P  | N  | P  | P  | N  | N  | V  | V  | P  | V  | P  | N  | P  | N  | N  | V  | P  | N  | N  | V  | P  | V  | V  | P  | V  | N  |
| Posizione | 12 | 19 | 10 | 13 | 8 | 11 | 10 | 14 | 16 | 18 | 16 | 17 | 18 | 18 | 19 | 19 | 19 | 19 | 18 | 16 | 17 | 16 | 17 | 17 | 18 | 18 | 18 | 15 | 16 | 17 | 18 | 17 | 17 | 16 | 16 | 16 | 16 | 16 |

Fonte: http://calcio-seriea.net/allenatori_squadra/2002/2940/
Legenda:

Luogo: C = Casa; T = Trasferta. Risultato: V = Vittoria; N = Pareggio; P = Sconfitta.

### Statistiche dei giocatori
| Giocatore    | Serie B  | Serie B | Serie B     | Serie B    | Coppa Italia | Coppa Italia | Coppa Italia | Coppa Italia | Totale   | Totale | Totale      | Totale     |
| Giocatore    | Presenze | Reti    | Ammonizioni | Espulsioni | Presenze     | Reti         | Ammonizioni  | Espulsioni   | Presenze | Reti   | Ammonizioni | Espulsioni |
| ------------ | -------- | ------- | ----------- | ---------- | ------------ | ------------ | ------------ | ------------ | -------- | ------ | ----------- | ---------- |
| Alessi       | 0        | 0       | 0           | 0          | 2            | 0            | ?            | ?            | 2        | 0      | 0+          | 0+         |
| Baldini      | 25       | 1       | 4           | 0          | 2            | 1            | ?            | ?            | 27       | 2      | 4+          | 0+         |
| Bocchetti    | 35       | 1       | 7           | 0          | 3            | 0            | ?            | ?            | 38       | 1      | 7+          | 0+         |
| Bonomi       | 32       | 1       | 12          | 11         | 3            | 0            | ?            | ?            | 35       | 1      | 12+         | 11+        |
| Cristiano    | 11       | 0       | 3           | 1          | 2            | 0            | ?            | ?            | 13       | 0      | 3+          | 1+         |
| D'Angelo     | 15       | 0       | 6           | 1          | 0            | 0            | 0            | 0            | 15       | 0      | 6           | 1          |
| Dionigi      | 31       | 19      | 3           | 0          | 0            | 0            | 0            | 0            | 31       | 19     | 3           | 0          |
| Esposito     | 1        | 0       | 0           | 0          | 0            | 0            | 0            | 0            | 1        | 0      | 0           | 0          |
| Ferrarese    | 14       | 0       | 2           | 1          | 1            | 0            | ?            | ?            | 15       | 0      | 2+          | 1+         |
| F. Flores    | 32       | 2       | 2           | 0          | 3            | 0            | ?            | ?            | 35       | 2      | 2+          | 0+         |
| Gragnaniello | 1        | 0       | 0           | 0          | 0            | 0            | 0            | 0            | 1        | 0      | 0           | 0          |
| Husain       | 11       | 0       | 6           | 0          | 3            | 1            | ?            | ?            | 14       | 1      | 6+          | 0+         |
| Mancini      | 27       | -35     | 1           | 0          | 3            | 3            | ?            | ?            | 30       | -32    | 1+          | 0+         |
| Mancino      | 2        | 0       | 0           | 0          | 0            | 0            | 0            | 0            | 2        | 0      | 0           | 0          |
| Manitta      | 8        | -8      | 0           | 0          | 0            | 0            | 0            | 0            | 8        | -8     | 0           | 0          |
| Marcolin     | 19       | 0       | 4           | 1          | 0            | 0            | 0            | 0            | 19       | 0      | 4           | 1          |
| Martinez     | 20       | 0       | 3           | 0          | 0            | 0            | 0            | 0            | 20       | 0      | 3           | 0          |
| Montervino   | 16       | 0       | 4           | 0          | 0            | 0            | 0            | 0            | 16       | 0      | 4           | 0          |
| Montezine    | 27       | 2       | 2           | 0          | 3            | 1            | ?            | ?            | 30       | 3      | 2+          | 0+         |
| Pasino       | 19       | 0       | 0           | 0          | 0            | 0            | 0            | 0            | 19       | 0      | 0           | 0          |
| Pavon        | 1        | 0       | 0           | 0          | 1            | 0            | ?            | ?            | 2        | 0      | 0+          | 0+         |
| Pianese      | 3        | 0       | 0           | 0          | 0            | 0            | 0            | 0            | 3        | 0      | 0           | 0          |
| Platone      | 2        | 0       | 0           | 0          | 0            | 0            | 0            | 0            | 2        | 0      | 0           | 0          |
| Quadrini     | 6        | 0       | 3           | 1          | 0            | 0            | 0            | 0            | 6        | 0      | 3           | 1          |
| Rastelli     | 0        | 0       | 0           | 0          | 2            | 0            | ?            | ?            | 2        | 0      | 0+          | 0+         |
| Russo        | 4        | 0       | ?           | ?          | 1            | 0            | ?            | ?            | 5        | 0      | ?           | ?          |
| Saber        | 19       | 0       | 4           | 0          | 1            | 0            | ?            | ?            | 20       | 0      | 4+          | 0+         |
| Savino       | 14       | 0       | 4           | 1          | 0            | 0            | 0            | 0            | 14       | 0      | 4           | 1          |
| Sesa         | 18       | 2       | 1           | 0          | 3            | 1            | ?            | ?            | 21       | 3      | 1+          | 0+         |
| Stellone     | 27       | 8       | 2           | 0          | 3            | 0            | ?            | ?            | 30       | 8      | 2+          | 0+         |
| Stendardo    | 8        | 0       | 0           | 1          | 0            | 0            | 0            | 0            | 8        | 0      | 0           | 1          |
| Storari      | 4        | -6      | 0           | 0          | 0            | 0            | 0            | 0            | 4        | -6     | 0           | 0          |
| Troise       | 23       | 0       | 4           | 0          | 2            | 0            | ?            | ?            | 25       | 0      | 4+          | 0+         |
| Vidigal      | 33       | 5       | 8           | 0          | 3            | 0            | ?            | ?            | 36       | 5      | 8+          | 0+         |
| Villa        | 4        | 0       | 1           | 0          | 1            | 0            | ?            | ?            | 5        | 0      | 1+          | 0+         |